# Alluitsup Paa

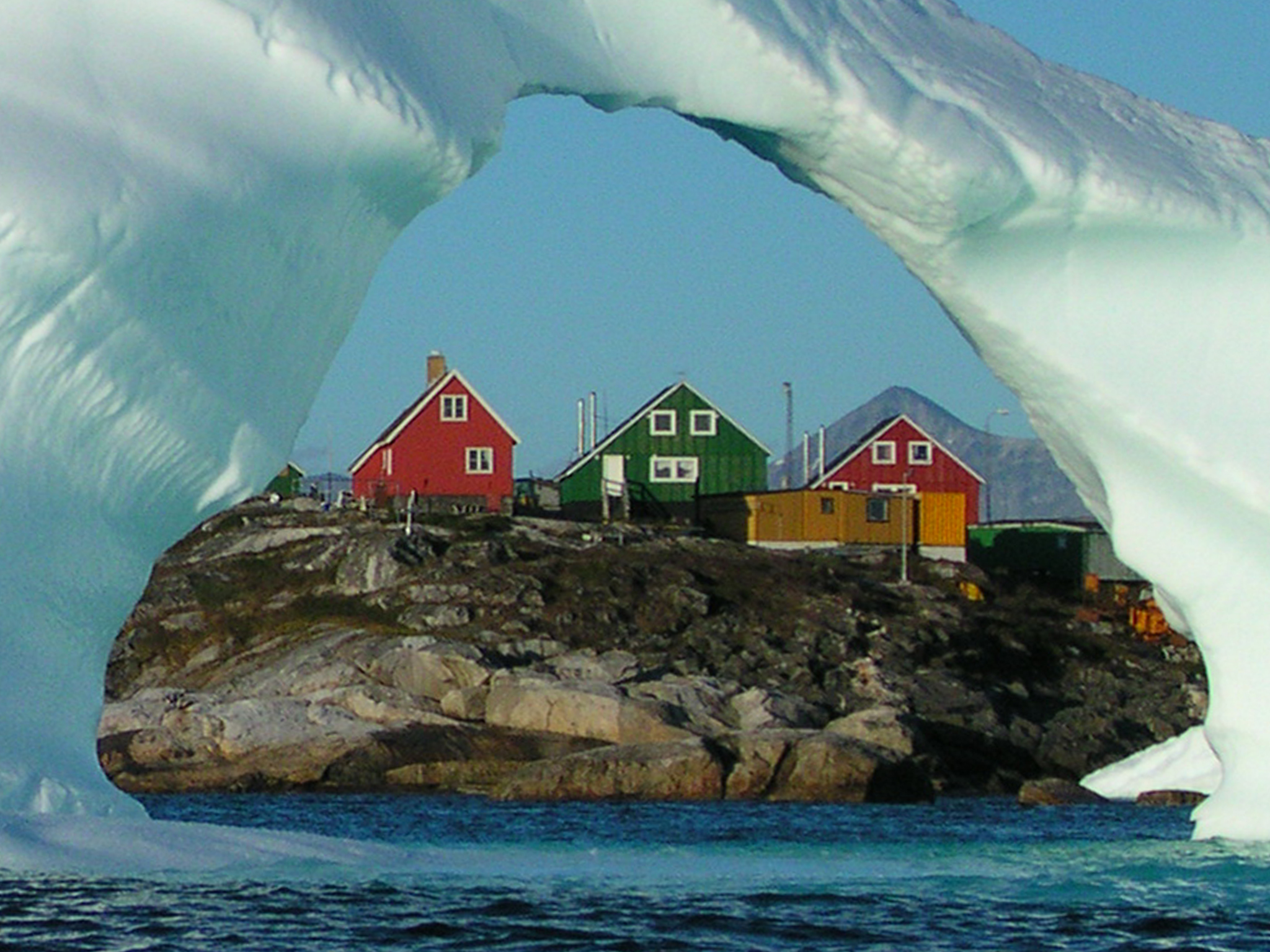
Alluistup Paa

Alluitsup Paa (em dinamarquês:  Sydprøven ou Agdluitsup pâ) é um assentamento fundado em 1830, no município de Kujalleq, no sul da Groenlândia. Sua população era de 303 habitantes em 2010.  Este povoado, além de Narsarsuaq, é um dos raros neste município que não tem sua própria igreja. A maior parte dos casamentos e festividades ocorre em Qaqortoq.

## População
Desde 1991, a população de Alluitsup Paa tem vindo a baixar perdendo mais de 200 habitantes (+ 40% da população). Em 1991 tinha 527 habitantes, tendo mais 1 em 1992 e em 2010 já só tinha 303. 

## Transportes
O heliporto de Alluitsup Paa opera todo o ano, ligando Alluitsup Paa com o aeroporto de Narsarsuaq e indiretamente com o resto da Gronelândia e da Europa.